# 毛穗杜茎山
毛穗杜茎山（学名：Maesa insignis）为紫金牛科杜茎山属下的一个种。